# Тюссе Плетцер, Хьерсти
Хьерсти Тюссе Плетцер (норв. Kjersti Tysse Plätzer, 18 января 1972 года, Сёфтеланд, коммуна Ус, Норвегия) — норвежская легкоатлетка, серебряный призёр Игр в Сиднее и в Пекине. Специализировалась в ходьбе на 20 километров.

## Карьера
Первую медаль на Олимпийских играх Хьерсти Плетцер завоевала в 2000 году на Играх в Сиднее, где в соревнованиях по спортивной ходьбе на 20 км заняла второе место, уступив только китаянке Ван Липин. В 2004 году на Играх в Афинах Плетцер выступила неудачно, показав лишь двенадцатый результат. В 2008 году на Олимпиаде в Пекине Плетцер вновь удалось завоевать серебряную медаль в соревнованиях по ходьбе на 20 км, на этот раз уступив россиянке Ольге Каниськиной.
Плетцер является старшей сестрой другого норвежского ходока Эрика Тюссе (5-е место на 50 км в Пекине-2008) и женой немецкого бегуна на средние дистанции Стефана Плетцера. У Хьерсти двое детей — Киара Леа и Себастьян.